# 茲沃濟 (烏克蘭)
50°55′4″N 25°24′4″E / 50.91778°N 25.40111°E
茲沃濟（羅馬化：Zvozy）是烏克蘭的村落，位於該國西部沃倫州，由盧茨克區負責管轄，始建於1545年，面積2.33平方公里，海拔高度182米，2001年人口390，人口密度每平方公里167.38人。